# Norma Hendy
Norma Hendy, pseudoniem van Norma Hendrickx (Berchem, 14 december  1947), is een Belgische zangeres, muzikant en actrice.
Norma scoorde haar eerste hit in 1971 met Een Knalrode gummiboot. Dit was haar doorbraak in België en Nederland. Hierna heeft ze nog verschillende hits opgenomen en is ze gaan optreden in NorberTheatershow.

## Televisie
Ze keerde in 1992 terug in de media als tv-actrice. Zo speelde ze mee in:
- Gaston & Leo Show (1992)
- De Gaston Berghmans Show (1994)
- Familie (2004)
- Thuis (2007)

## Theater
Tevens deed ze ook theater bij Eigentijdse Werkgroep Teater (EWT):
- 1998 - 1999 - Liefde half om half
- 2000 - 2001 - Hou je gedekt!
- 2002 - 2003 - De mede-eigenaars

## Discografie
(onvolledig)
- Kleine bambola (1968)
- In mijn hart kan je niet kijken (1968)
- September (1968)
- Als in een sprookje (1969)
- Die Maritza (1969)
- Een knalrode gummiboot (1971)
- Overal waar jij gaat (1971)
- Ik Zag Lipstick Op Je Wangen
- Yvonne speelt Bombardon